# Fenestraja maceachrani
Fenestraja maceachrani is een vissensoort uit de familie van de Gurgesiellidae. De wetenschappelijke naam van de soort werd voor het eerst geldig gepubliceerd in 1989 door de Franse ichtyoloog Bernard Séret.